# Loma de Tiscapa

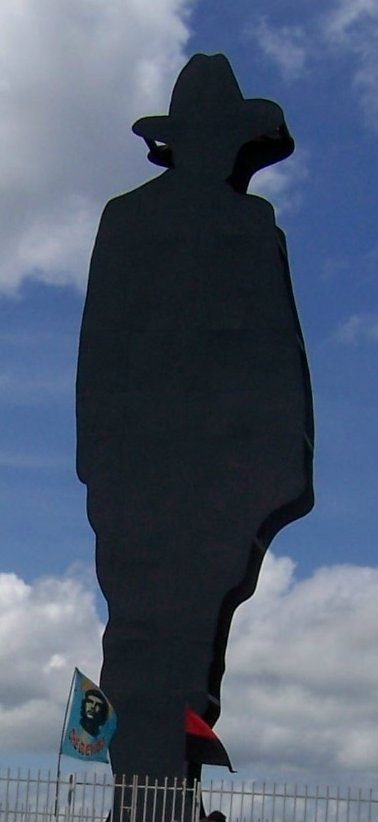
Monumento a Sandino en la Loma de Tiscapa.

La Loma de Tiscapa es una pequeña elevación de origen volcánico situada en la ciudad de Managua, de gran importancia en la historia de Nicaragua. En su centro se encuentra la Laguna de Tiscapa, que ocupa el lugar del cráter del extinto volcán.
Su ubicación al sur del antiguo centro de Managua y elevación geográfica, la convertían en una lugar estratégico por su fácil defensa y completa vista de la ciudad. 
En 1894 durante la presidencia del general José Santos Zelaya López se construyó la primera fortaleza en este lugar. 
En 1934, el general Augusto C. Sandino es capturado al bajar de la Loma de Tiscapa después de haber firmado un Convenio de Paz y cenado en el Palacio Presidencial con el presidente Juan Bautista Sacasa y el general Anastasio Somoza García quien era el jefe director de la Guardia Nacional (GN). 
En la parte norte de la loma se extendía una planicie conocida como Campo de Marte donde la Guardia Nacional realizaba sus desfiles militares. Finalmente fue utilizado como pista de aterrizaje de pequeños aviones en la primera mitad del siglo XX. 
Después del terremoto del 23 de diciembre de 1972, la dictadura Somocista construyó un nuevo edificio denominado "El Búnker". Allí funcionó hasta 1979 la Escuela de Entrenamiento Básico de Infantería (EEBI) encargada de la formación de la fuerza élite de la GN. 
En parte sur de la loma se ubica el Hospital Militar "Dr. Alejandro Dávila Bolaños". En la parte norte de la loma se ubican importantes instituciones como el Ministerio de Gobernación y el Estado Mayor del Ejército de Nicaragua y la Comandancia de la Fuerza Naval. La ubicación de estas instituciones alrededor de la loma ejemplifican porqué fue considerada hasta 1979 el "centro del poder" en el país.
La parte oeste de la loma está ocupada por casas de habitación y en el extremo noroeste se ubica el Hotel Crowne Plaza Managua, (llamado hasta 1991 Hotel Intercontinental Managua) 
Actualmente la cima de la loma es un Parque Histórico Nacional en el cual se destacan el Monumento a Sandino, obra escultórica monumental de Ernesto Cardenal y el Monumento a la Rebeldía, dedicado a los primeros nicaragüenses que se rebelaron contra la dictadura de los Somoza en 1954.
En el sitio también se pueden apreciar la tanqueta regalada por Benito Mussolini al dictador nicaragüense Anastasio Somoza García, es una tanqueta ligera, tipo Carro Veloce CV.33 de dos tripulantes. Asimismo pueden apreciarse fragmentos de la escultura ecuestre de Somoza García derribada en 1979,